# 鳥海巌
鳥海 巖（とりうみ いわお、1933年2月22日 - 2014年1月10日）は日本の実業家。丸紅社長・会長、東京国際フォーラム社長、東京都交響楽団理事長、経済同友会副代表幹事を歴任。いわおの漢字は正しくは巖である。

## 経歴
千葉県出身。千葉県立千葉高等学校、一橋大学商学部卒業。1956年丸紅飯田入社。物資部、軽工品部、サイゴン支店（3年間）、ジャカルタ支店（7年間）、物資部長代理を経て、1980年物資部次長、1982年窒素炭素部長、1985年大阪物資本部長を歴任。
1986年取締役大阪物資本部長、1988年取締役丸紅米国副社長兼ニューヨーク本店長、1989年常務取締役丸紅米国社長兼北米支配人、1990年専務取締役丸紅米国社長兼北米支配人、1991年副社長を経て、1992年丸紅株式会社代表取締役社長、1999年丸紅株式会社代表取締役会長、2001年取締役会長、2002年退任。

## 人物
1970年代のジャカルタ支店時代に大きな案件をものにし、現地での丸紅の存在感を高めた。
1994年にポリープの見つかった胃の全面摘出手術のため入院。
社長時代にはインドネシアの石油化学プラント、チャンドラ・アスリへの参画を決定。1993年には取締役会で政治献金廃止を決定。また組織改革、総人員の抑制、不動産事業の見直、不良資産の圧縮など、バブル崩壊の対策にもあたった。
大学同期の石原慎太郎、高原須美子、高橋宏と親しく、4家族で毎年旅行に行く仲であった。
1999年から2007年まで東京都教育委員会委員。委員長職務代理者。東京都名誉都民選考委員会座長。東京都教育委員会の教育施策連絡会では、都教委の指針に反して日の丸・君が代の強制に従わない教員を、癌細胞に例えて完全に排除するべきと発言した。
2002年に東京都の外郭団体で、東京国際フォーラムの運営を行っていた東京国際交流財団の経営顧問に就任。株式会社化に向けた準備にあたる。2003年、JR東日本、三菱地所、サントリー、電通、東京電力、NTT東日本、東京ガスの7社による第三者割当増資により、完全民営化して誕生した株式会社東京国際フォーラムの代表取締役社長に就任。稼働率8割、黒字化を達成。
早寝早起きがモットーで、社長になるまでは千葉県鎌ケ谷市の自宅から総武線で電車通勤していた。
2014年1月10日、東京都内の病院で死去した。80歳没。
丸紅、東京国際フォーラム時代を通して歴代メイン秘書の口は堅いことで有名。また、絶対に秘書を表舞台には出さない主義であった。

## 上記以外の役職
- 東京都交響楽団理事長（2006年）
- 経済同友会副代表幹事（1999年）
- 日本貿易会副会長
- 総理府対外経済協力審議会委員[14]
- 行政改革推進本部輸入促進・市場アクセス改善・流通作業部会専門委員
- 規制緩和検討委員会専門委員[5]
- 財団法人広島大学後援会理事
- 日本ミャンマー経済委員会委員長
- 株式会社新銀行東京取締役[15]（2004年-2007年）

## 受賞
- 旭日重光章受章（2006年）[16]
- ベネズエラ共和国オルデン・デ・リベルタドール勲章コメンダドール位
- 藍綬褒章受章。